# Bosques húmedos de Petén-Veracruz
Los bosques húmedos de Petén-Veracruz forman una ecorregión que pertenece al bioma de los bosques húmedos latifoliados tropicales y subtropicales, según la definición del Fondo Mundial para la Naturaleza. Se extiende en las tierras bajas tropicales de norte de Guatemala, Belice, y sur de México y cubre un área de 149.100 km².

## Galería

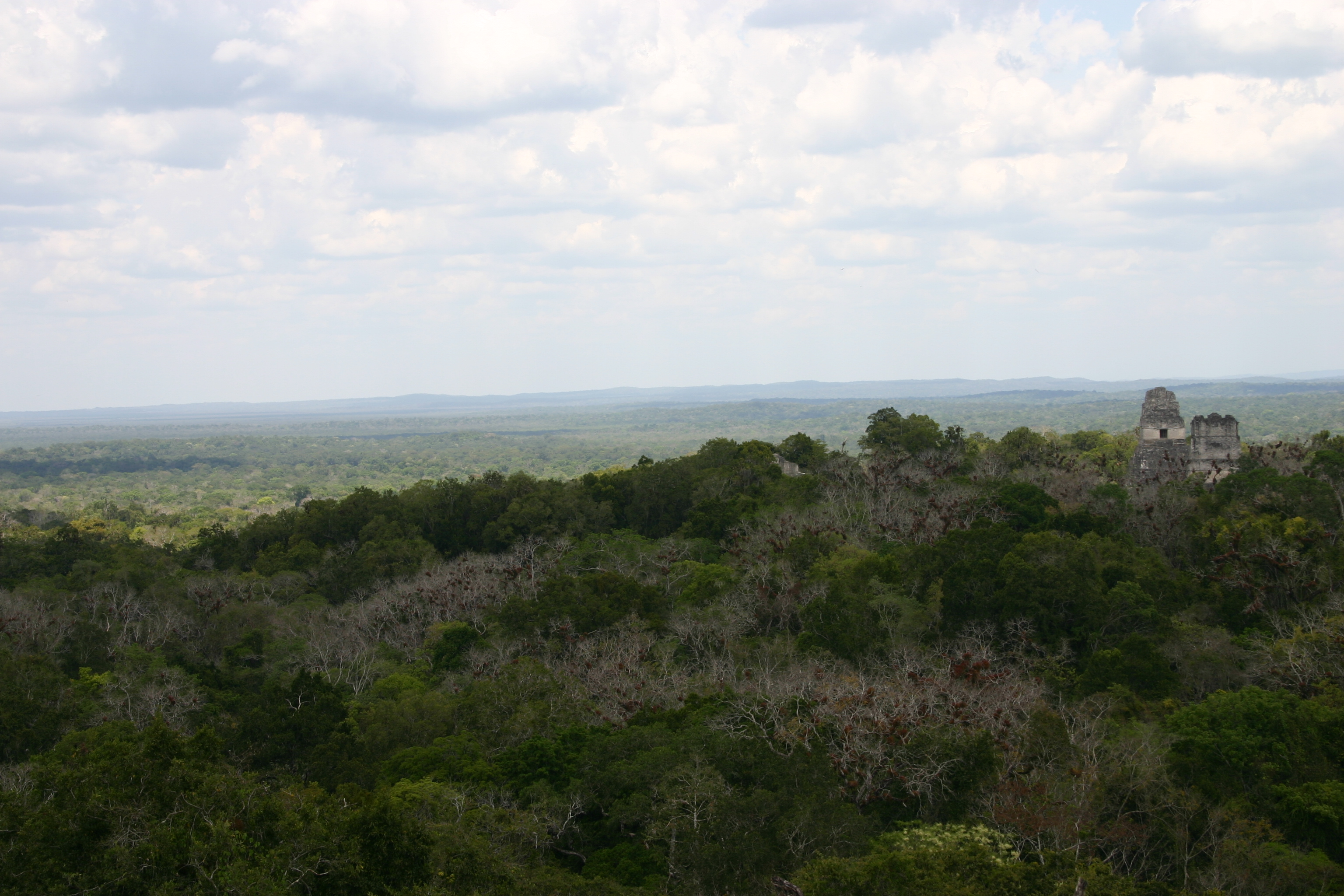
Selva rodeando la antigua ciudad de Tikal en el Petén, Guatemala
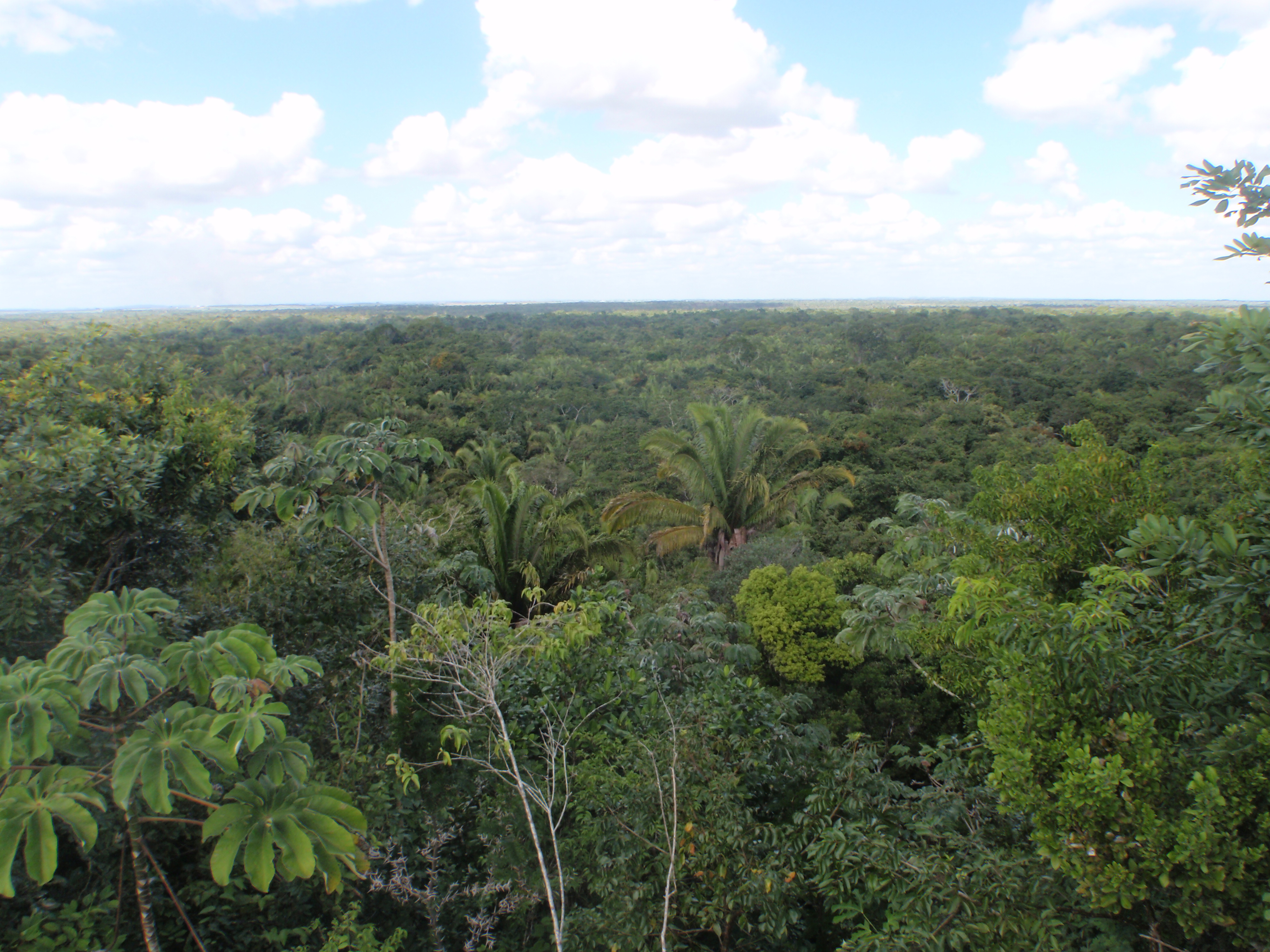
Dosel de la selva en Belice